# 格里姆賽島 (本貝丘拉島東南面)

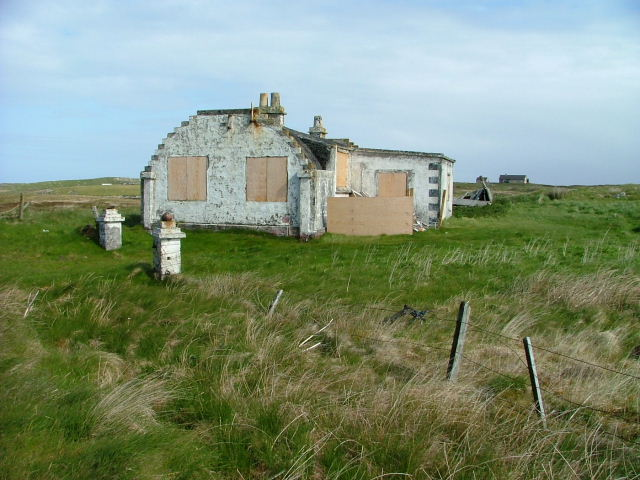

格里姆賽島是蘇格蘭的島嶼，位於本貝丘拉島東南面的大西洋海域，屬於外赫布里底群島的一部分，面積1.17平方公里，最高點海拔高度20米，2001年人口僅19人。
57°24.3′N 7°16.6′W / 57.4050°N 7.2767°W